# 27 novembre 1904
Le dimanche 27 novembre 1904 est le 332e jour de l'année 1904.

## Naissances
- Eddie South (mort le 25 avril 1962), musicien américain
- Simone Troisgros (morte le 8 février 1993), syndicaliste française

## Décès
- Eugène Hubert (né le 22 août 1846), banquier et homme de lettres français
- Paul Tannery (né le 20 décembre 1843), historien des sciences et mathématicien français